# Ball d'espases

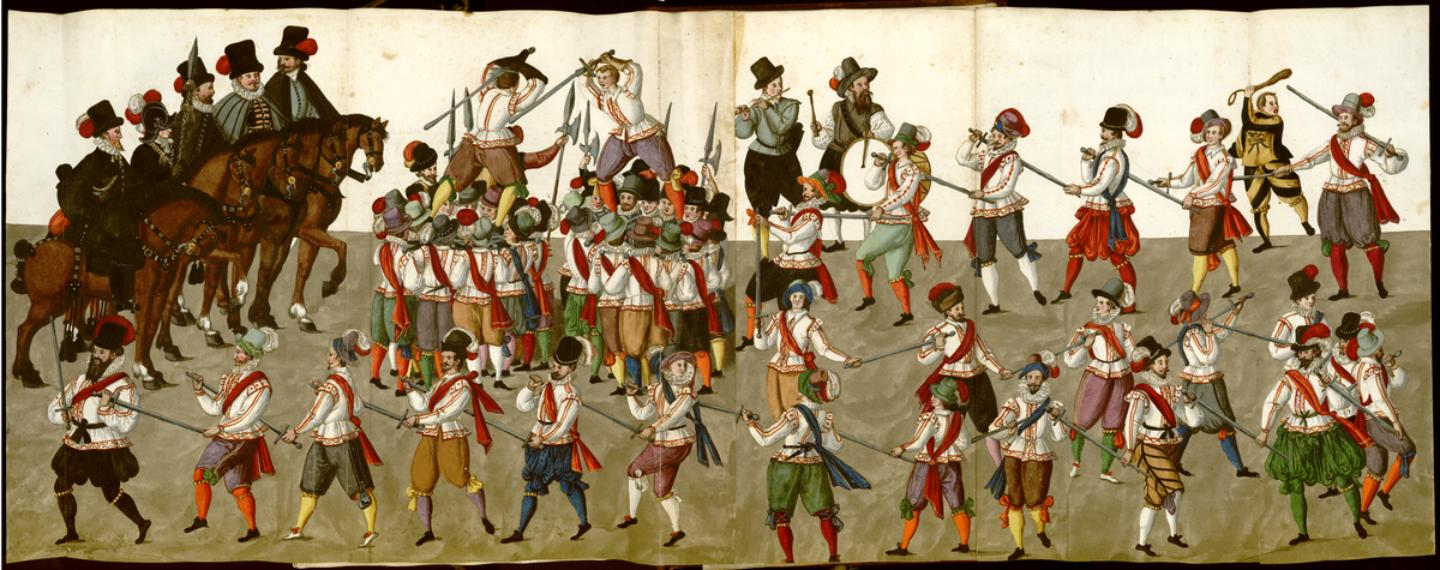
Ball d'Espases del gremi de ganiveters de Nüremberg. 1660.

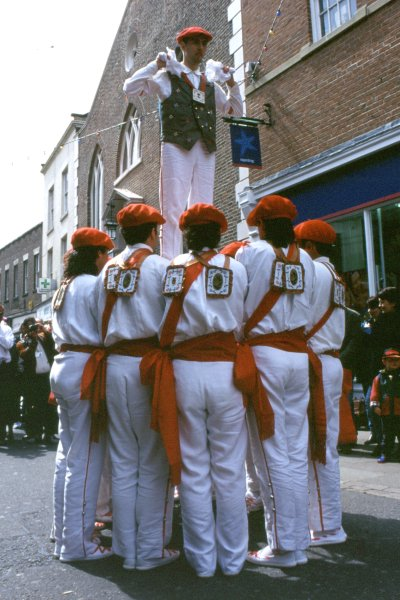
Ball d'Espases de Marquina, País Basc

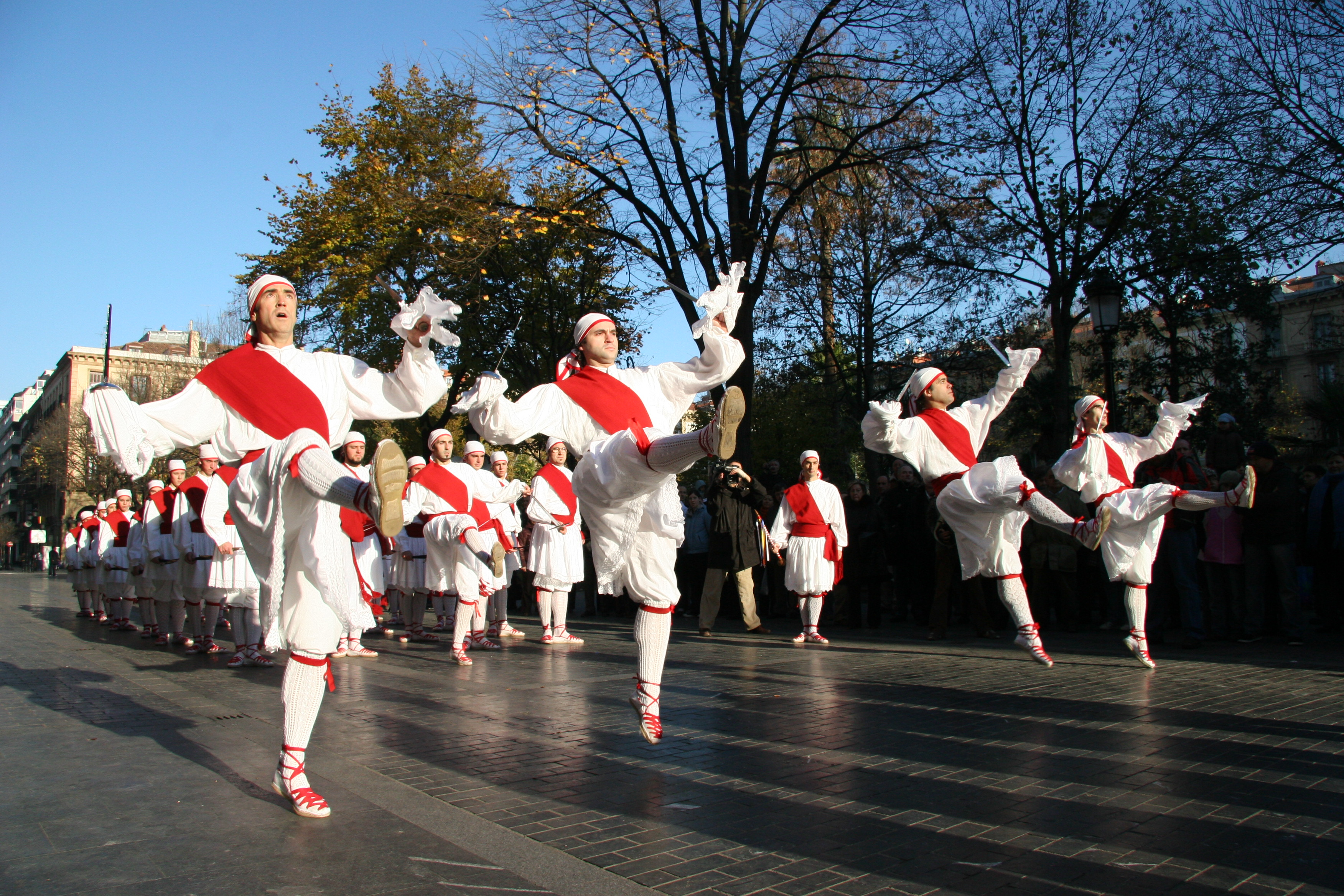
Ball d'espases basc.

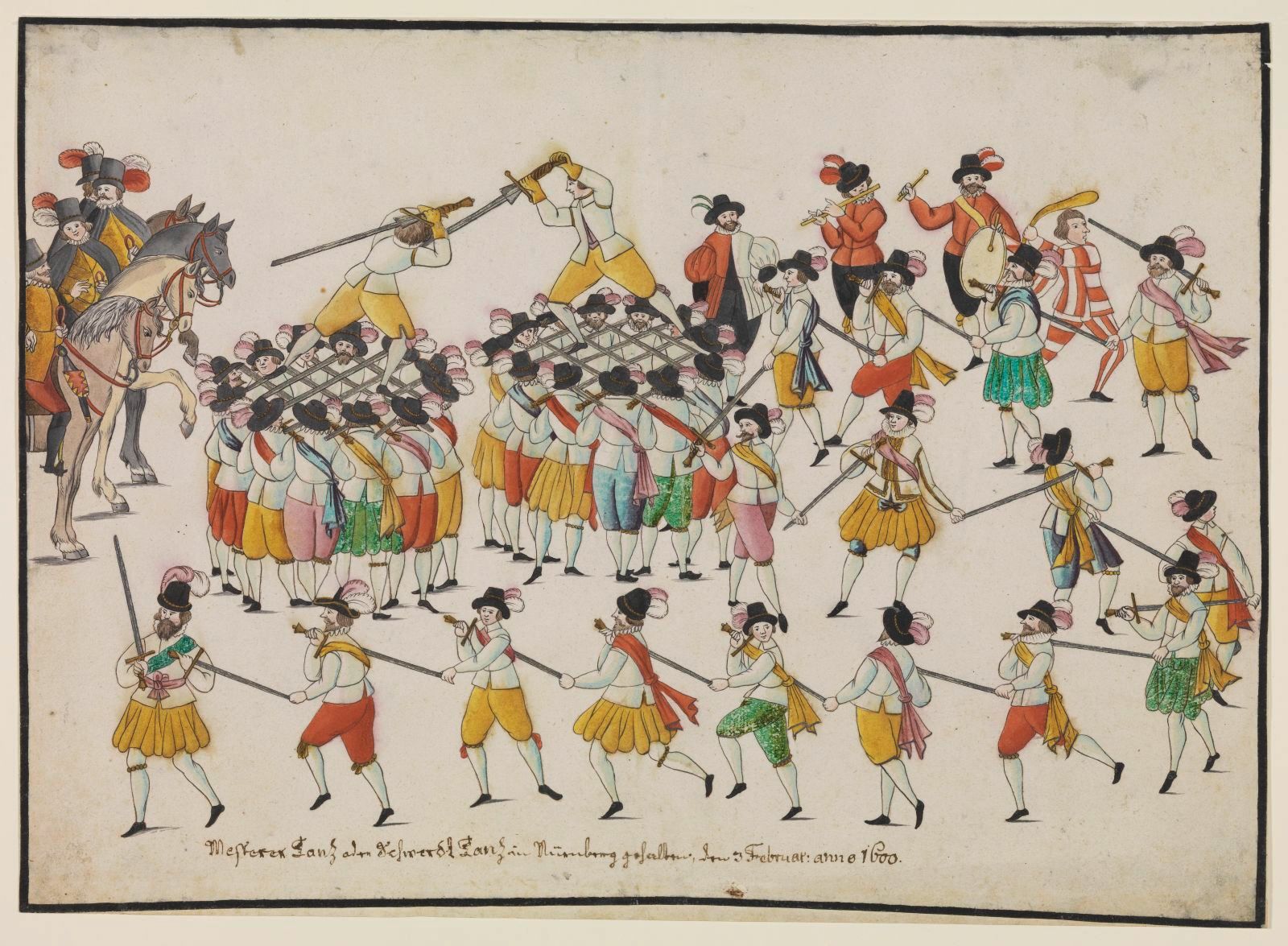
Ball d'espases de Nüremberg. 1600

El ball d'espases és una forma de dansa en la qual diversos balladors, espasa en mà, ballen al so d'una música predeterminada i formant diverses figures tals com passadissos, volta, estels, degollades i roses.

## Tipologies
La tipologia de balls d'espases és diversa al llarg del continent europeu. Ho prova el fet que la dansa pot integrar des de personatges com el diable fins a parlaments, similars al que nosaltres entenem com a balls parlats. Un exemple d'aquests el trobem a Alemanya, al Ball d'Espases d'Überlingen (Schwerttanz Überlingen).
Cal considerar també el ball d'espases com a quelcom diferent. En molt poques ocasions hi ha simulacions de batalla o combat amb l'espasa. Tindria més a veure, formalment, amb els balls de pastorets o de cercolets que no pas amb els de bastons. Aquesta dansa no utilitza l'arma com a element necessari d'una representació pantomímica de combat, com seria el cas de molts balls de cavallets o de moros i cristians. L'espasa en aquesta dansa és un cordó umbilical entre dansaires, un element simbòlic, més que no pas una eina necessària per a una representació al·legòrica de lluita; és el que els experts anglòfons anomenen linked sword dance.

## Difusió
Els balls de desafiament "hilt & point" són -o van ser- realitzats al llarg de tot Europa. La seva importància era especialment notable en les zones frontereres del Sacre Imperi Romà entre els s.XV-XVI, tot i que aquestes danses tradicionals van arrelar en els territoris de l'actual Alemanya, Àustria, el nord d'Itàlia, Flandes i Espanya (Andalusia, País Basc i Galícia). Les danses de creuar espases també compten amb representants a la Península Ibèrica com els paloteados realitzats a la Ribera Navarra, Aragó, País Valencià (Todolella), Catalunya (Cervera) o al País Basc (ezpatadantza).
Es té constància de les danses realitzades per les confraries de ferrers i fabricants de coberts de Nuremberg des 1350. Al segle xvi es van documentar tradicions similars a tot el territori alemany, i es conserven descripcions concretes de balls realitzats a Zúric (en 1578) i Nuremberg (1600).
La tradició de les danses d'espases va traspassar fins a l'altre costat dels Alps occidentals, donant lloc als Spadonari ("sabristes") que ballaven en l'àrea compresa entre Giaglione, Venaus i S.Giorio, a la Vall de Susa. Aquests balls encara s'interpreten entre finals de gener i principis de febrer, conservant la seva significació ritual de renaixement i culte al bosc.
A Romania, perviu un ball anomenat el Calusari, un ball d'espases similar a la Dansa Morris anglesa que s'integra en un complex ritual d'adoració equina relacionada amb el culte a la fertilitat.

## Presència a Europa

### Andalusia
- Puebla de Guzmán (Huelva) Danza de espadas de Puebla de Guzmán
- Alosno (Huelva) Danza de San Antonio de Padua
- San Bartolomé de la Torre (Huelva)[5]
- Obejo

### Alemanya
- Überlingen (Schwerttanz Überlingen)

### Anglaterra
- Yorkshire

### Croàcia
- Korkula

### Euskal Herria
- Eibar. Kezka Dantza Taldea.
- Iruñea-Pamplona. Duguna - Iruñeko dantzariak

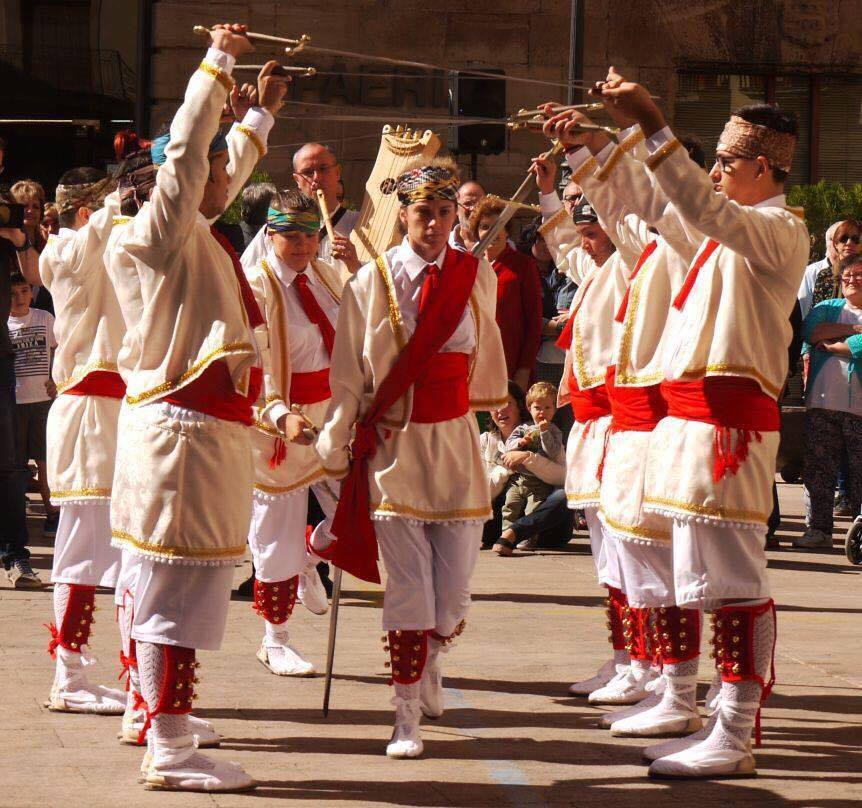
Ball d'Espases de Cervera

### Itàlia
- Fenestrelle
- Giaglione
- Venaus
- San Giorio

### Països Catalans
- Todolella (País Valencià). El Torn, part de les Danses Guerreres de Todolella.
- Cervera (Principat de Catalunya).